# Taisto Kangasniemi
Taisto Ilmari Kangasniemi (Kankaanpää, 2 aprile 1924 – Kangasala, 31 ottobre 1997) è stato un lottatore finlandese, specializzato nella lotta libera.

## Palmarès

### Olimpiadi
- Bronzo a Melbourne 1956 nella lotta libera, pesi massimi.